# Tann, Zürich
Tann är den största orten i kommunen Dürnten i kantonen Zürich, Schweiz. Tann har vuxit samman med orten Rüti.